# Lakshmi Ammani Devi
Lakshmi Ammani Devi, född 1742, död 1810, var regent i kungariket Mysore mellan 1799 och 1810 som förmyndare för sin adoptivsonson Krishnaraja Wadiyar III
Hon var dotter till Sardar Kathi Gopalraj Urs. Hon blev hustru nummer tre till Krishnaraja Wadiyar II (1728-1766), som regerade 1734-1766. 